# Еуфемизам
Еуфемизам (грч. εửφημισμóς - ублажавање, означавање зле ствари блажом речи) је стилска фигура којом се неки израз који има неугодну, застрашујућу или вулгарну конотацију замењује другим блажим, пријатнијим и по значењу блиском замењеном изразу, а понекад и супротном. Припада фигурама мисли.

## Историјат
Настанак еуфемизма везује се за празноверје и религиозне забране. Људи су речи које су им уливале страх јер су веровали да призивају демоне или их доживљавали као светогрђе мењали блажим изразима у нади да ће тако избећи зло које оне доносе. По Аристотелу еуфемизам је подврста метафоре, а за Квинтилијана алегорије. Деметрије тврди да еуфемизам оно што је злогласно чини добрим, а безбожно побожним. Еустатије сматра да еуфемизам прикрива зло добрим именом као што је случај са Еуменидама - доброхотнима, љубазнима именују се оне које то нимало нису. Деметрије и Еустатије схватају еуфемизам делимично и као литоту, мада без иронијског призвука.
У викторијанској Енглеској еуфемизми су били непоходни у свакодневном опхођењу јер је у учтивом разговору било забрањено на било који начин помињати људску телесност. Није се могло рећи ноге, него доњи екстремитети, није се говорило панталоне већ су постојали бројни еуфемизми: неизразиво, неописиво, непоменуто, необјашњиво, наставци...

## Употреба
Еуфемизам се користи због бонтона, друштвених, религиозних, политичких, пропагандних и других разлога. Данас се углавном употребљава због поштовања друштвених конвенција и правила лепог понашања што подразумева избегавање експлицитно навођење непристојних израза (нпр. речи којима се именују неке физиолошке потребе).
Условно се може сматрати подврстом метонимије зато што се неки изрази по логичкој вези замењују другима. С друге стране, употреба перифразе је честа у формирању еуфемизма, тј. неретко се израз замени својим ублаженим описом. Понекад се користе и туђице да би се избегле табу речи. "Непријатне истине обучене у дипломатске парфеме", еуфемизми се могу схватити као средство лицемерја и преваре и истовремено као средство којим се избегавају увредљиве и ружне речи.
Супротне фигуре еуфемизму су хипербола и дисфемизам.
Временом, услед честе употребе, еуфемизми престану да врше своју функцију ублаживања као у изразима преминути или ђаво који су првобитно настали као еуфемизми али данас се тако више не доживљавају.

## Примери

### У свакодневном говору
- Мало је весео. (уместо: пијан је)
- Увек заобилази истину. (уместо: лаже)
- Искусан (уместо: стар)
- Елегантно попуњена (уместо: дебела)
- Особа са посебним потребама (уместо: особа са инвалидитетом)
- Онај рогати (уместо: ђаво)
- Спавати заједно, ићи у кревет (уместо: имати сексуални однос)
- Идем тамо где цар иде пешке. (уместо: идем у тоалет)
- Он је баш ојачао.(уместо: угојио се)
- Имао/-ла је мали излет. (уместо: преварио је партнерку/партнера)

Посебно су чести еуфемизми за смрт:
- Он нас је заувек напустио.
- Отишао је у вечна ловишта.
- Отишао је на онај свет.
- Издахнуо је.
- Заспао је вечним сном.
- Отишао је на боље место.
- Нема га више.
- Бацио је кашику

### У новинама
- Земље у развоју (уместо: неразвијене земље)
- Хуманитарна криза (уместо: хуманитарна катастрофа)
- Материјална оскудица (уместо: беда, сиромаштво)
- Дошло је до захлађења односа (уместо: посвађали су се)
- Земље трећег света (уместо: заостали народи)
- Корекција цена(уместо: поскупљење)
- Обустава рада (уместо: штрајк)
- Револуција (уместо: грађански рат)
- Контроверзни бизнисмен (уместо: криминалац)

### У књижевности

#### У прози
| „                                  | - Је ли умрла, Џо? - Па, знаш, друже - одговори Џо с призвуком негодовања, јер је сматрао да то треба рећи постепено - ја не бих ишао тако далеко да кажем то, јер то би значило рећи много, али она није... - Није жива, Џо? - То је ближе истини - одговори Џо - она није жива. | ” |
| — Чарлс Дикенс, „Велика очекивања” | |   |

#### У поезији
| „                                        | А њега нема, и нема, и нема, И нема га више... | ” |
| — Добриша Цесарић, „Балада из предграђа“ |                                                |   |

| „                           | Ипак има извјестан ред, неки: јест биједно живјети и трудно човјеку на овој земљи, ал коначно дође сваком његово добро поподне... | ” |
| — Иво Андрић, „Јадни немир” | |   |

## Сличне стилске фигуре
- Акроним
- Антономазија
- Астеизам
- Дисфемизам
- Литота
- Метафора
- Метонимија
- Перифраза